# بادي كاري
بادي كاري (بالإنجليزية: Buddy Curry)‏ هو لاعب كرة قدم أمريكية أمريكي، ولد في 4 يونيو 1958 في غرينفيل في الولايات المتحدة.

## وصلات خارجية
- بادي كاري على موقع مرجع كرة القدم المحترفة.كوم (الإنجليزية)